# لولو ستورو
لولو ستورو (بالإندونيسية: Lolo Soetoro) (2 يناير 1935 - 2 مارس 1987) زوج والدة الرئيس الأمريكي الرابع والأربعين باراك أوباما.
قُتل والد لولو وأخوه الأكبر في الثورة الوطنية الإندونيسية التي انتصرت فيها إندونيسيا على هولندا ونالت استقلالها، وحرق الجيش الهولندي منزل العائلة ففر لولو وأمه نحو الريف.
نال لولو درجة البكالوريوس في الجيلوجيا من جامعة جادجاه مادا ليحصل على بعثة ليدرس الماجستير في جامعة هاواي وفيها التقى آن دونهام -والدة أوباما- التي كانت طالبة أيضًا. تزوج لولو آ وعاد إلى إندونيسيا عندما استدعت الحكومة مواطنيها الذين يدرسون في الخارج. بعد ذلك بسنة، سافرت آن وطفلها باراك البالغ من العمر ست سنوات إلى إندونيسيا وعاشت العائلة في قرية مينتينغ دالام قرب جاكرتا. في عام 1970 أنجب لولو وآن طفلتهما مايا.